# MTD (Unternehmen)
Die MTD Inc. (ursprünglich Modern Tool and Die Company) mit Hauptsitz in Cleveland, US-Bundesstaat Ohio, ist ein Konstrukteur, Hersteller und Vertreiber motorisierter Gartengeräte.

## Hintergrund
Das Unternehmen wurde 1932 in Cleveland von den aus Deutschland ausgewanderten Ingenieuren Theo Moll, Emil Jochum und Erwin Gerhard als Zulieferer von Werkzeugen und Guss-Halbzeugen, später auch Stahlstanzteilen, für die örtliche Industrie (Spielzeughersteller) gegründet. Später wurden eigene Produkte hergestellt, anfangs Dreiräder und Ähnliches, seit Anfang der 1950er Jahre Schubkarren, später auch andere Gartengeräte, 1958 der erste Handrasenmäher.
An zahlreichen Produktionsstandorten in den USA, Kanada und Europa werden neben Benzin- und Elektro-Rasenmähern auch Aufsitzmäher, Rasentraktoren, Balkenmäher, Vertikutierer, Schneefräsen, Laubsauger, Motorhacken, Rasentrimmer, Rasenkantenschneider, Häcksler, Holzspalter, Kettensägen, Quads u. a. hergestellt.

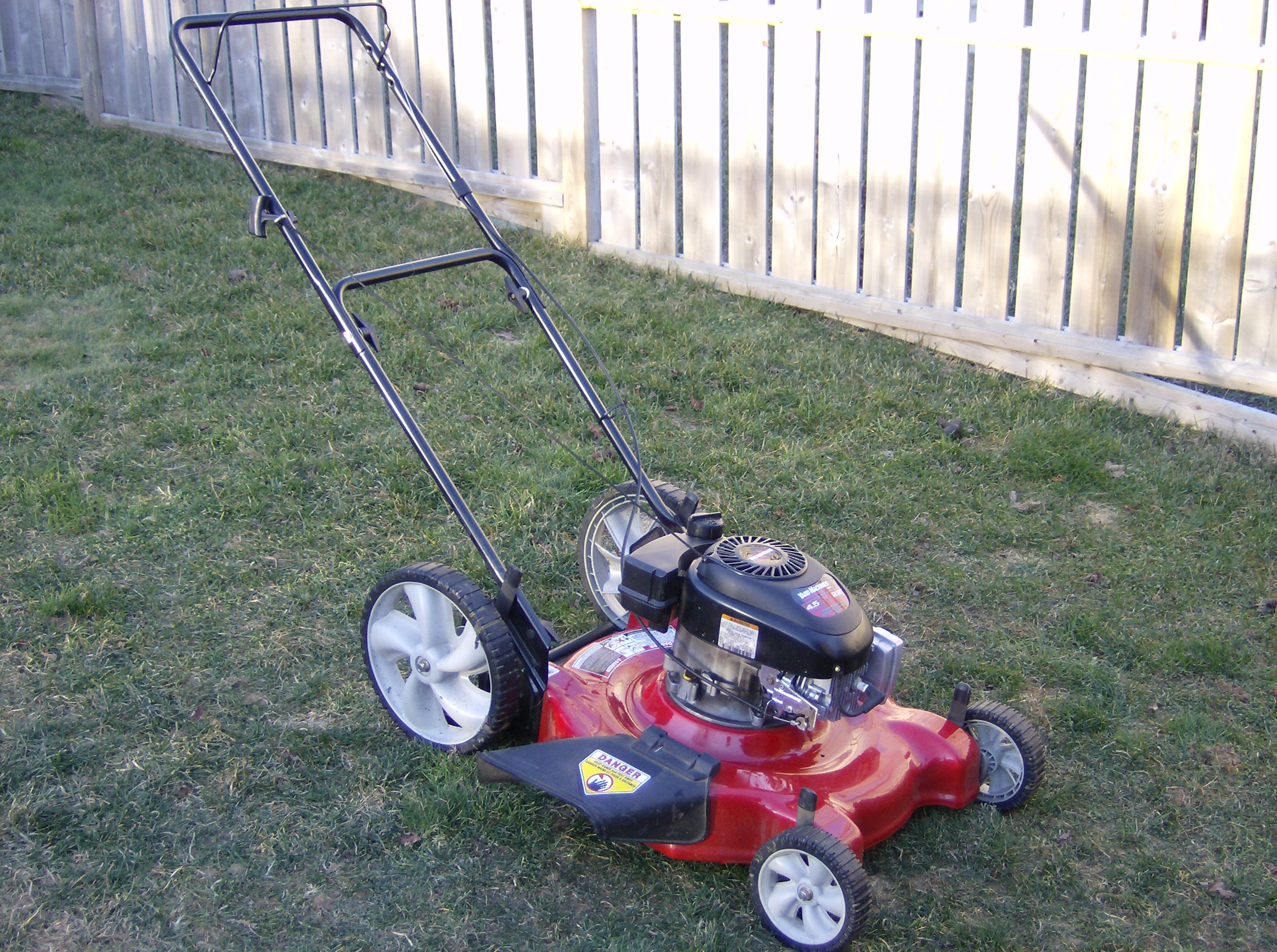
MTD-Rasenmäher

1970 wurde die Rasenmähersparte des in Eislingen ansässigen Unternehmens Ventzki übernommen, woraus die MTD Motorgeräte GmbH entstand, welche heute für die Betreuung des Fachhandels zuständig ist.
Im Jahr 1996 übernahm MTD das deutsche Unternehmen Gutbrod, Hersteller motorbetriebener Rasenmäher und Kleintraktoren, in Saarbrücken-Bübingen. Daraus entstand die heutige Europa-Zentrale MTD Products AG mit Hauptsitz in Bübingen und Vertriebsniederlassungen sowie Tochtergesellschaften in Frankreich, Österreich, Ungarn, Schweden, Dänemark, Bulgarien, Russland, der Schweiz, den Benelux-Staaten und Polen. Die zwei europäischen Produktionsstandorte sind in Saarbrücken-Bübingen und Nemesvámos (Ungarn) angesiedelt.
Seit 2006 werden auch Rasenpflegegeräte unter der Lizenzmarke Massey Ferguson für den Europa-Markt produziert, seit 2007 Rasentraktoren im unteren Preissegment für Toro.
Im September 2009 wurde Wolf-Garten übernommen.
Im Mai 2017 wurde F. Robotics Acquisitions Ltd übernommen.
Im August 2021 vereinbarte das Unternehmen seine vollständige Übernahme durch den amerikanischen Werkzeughersteller Stanley Black & Decker für 1,6 Mrd. Dollar. Stanley Black & Decker hatte bereits 2018/2019 einen Anteil von 20 % an MTD erworben, verbunden mit der Option zur Übernahme aller Anteile ab Juli 2021.

## Marken
- Bolens (1850 gegründet, 2001 übernommen)
- Craftsman
- Cub Cadet (1981 von International Harvester gekauft)
- Gardenway (die Marke wurde 2001 nach Insolvenz der Garden Way Inc. übernommen, zusammen mit deren weiteren Marken Troy-Bilt und Bolens)
- Gutbrod (1996 übernommen)
- MTD
- Robomow (2017 übernommen)
- Troy-Bilt (2001 übernommen)
- Ventzki mit Sitz in Eislingen; 1970 nur Rasenmähersparte übernommen (die Handhabungsgerätesparte ging 1985 an Würtex, 2007 an die Carl Stahl Gruppe)
- White Outdoor (1981 übernommen)
- Wolf-Garten (2009 übernommen)
- Yard Machines
- Yard-Man (1975 übernommen)